# Sclerosomatidae

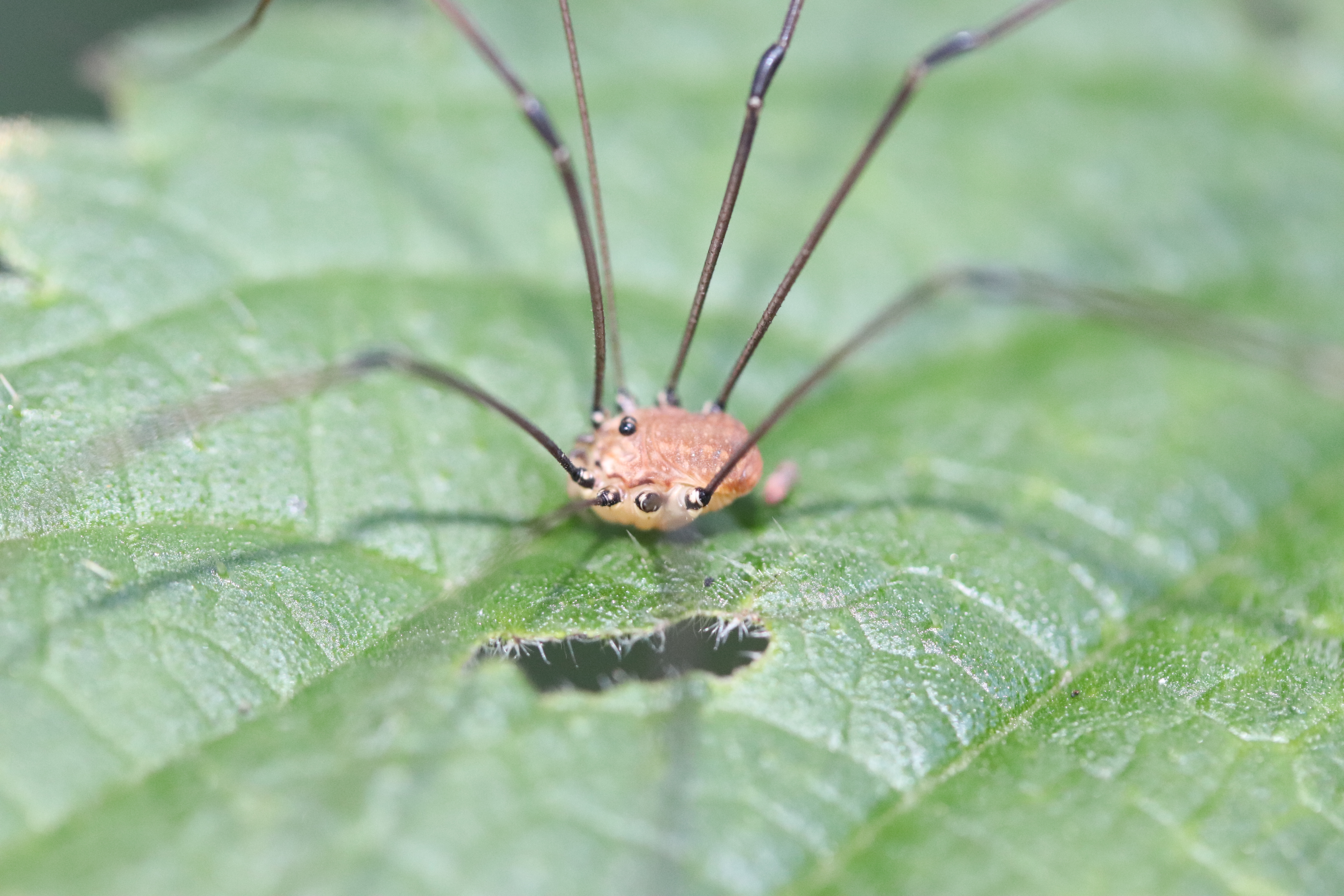
Leiobunum rotundum

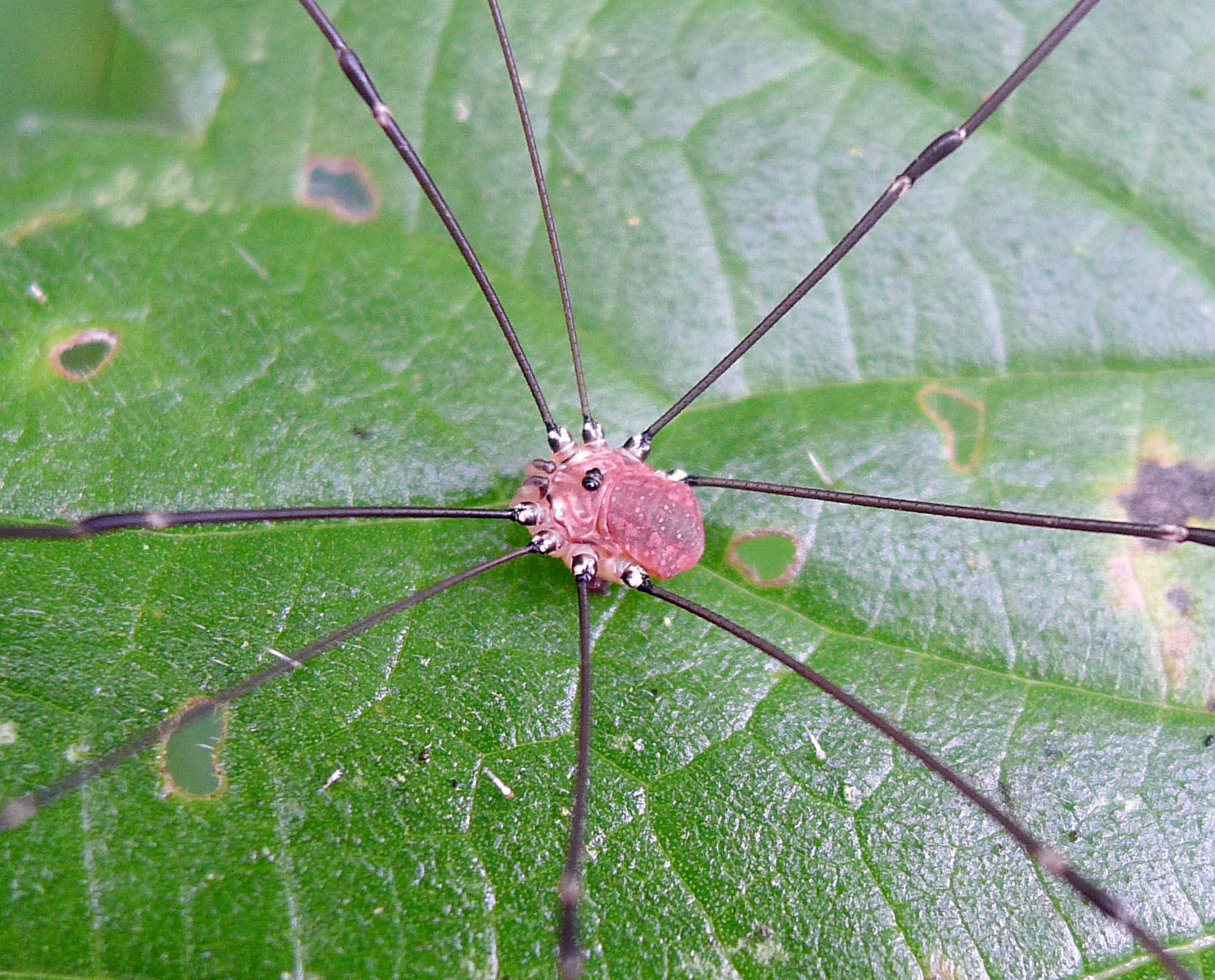
Hadrobunus grandis

Sclerosomatidae (лат.) — семейство паукообразных из отряда сенокосцев. Встречаются повсеместно. Включает более 1300 видов.

## Описание
Сенокосцы с длиной тела от 2 до 10 мм со следующими признаками: коготки лапок педипальп гребенчато-зубчатые, карапакс включает просомные тергиты 1-5-х сегментов (слитые, но иногда с бороздкой между тергитами IV и V); второй просоматический тергит (тергит VI) отделен от карапакса; первые пять опистосоматических тергитов (девять тергитов сомитов с VII по XV) слиты в одну пластинку — дорсальный опистосомальный щиток, у второй пары ходильных ног эндикты кокс прижаты к половой крышечке. Некоторые представители представлены в пещерах: Kovalius logunovi, Nelima doriae и N. pontica и другие Leiobuninae.
Встречаются повсеместно, но в основном в Голарктике.

## Систематика
Крупнейшее семейство сенокосцев, которое включает более 1300 видов. Семейство было впервые выделено в 1879 году (Simon, 1879) и включалось в семейства Phalangiidae, Gagrellidae, Leiobunuidae. Sclerosomatidae включает подсемейства Gagrellinae, Gyantinae, Leiobuninae и Sclerosomatinae. Результаты молекулярной филогенетики рассматривают некоторые из групп парафилетическими и требующими ревизии. Отношения внутри групп видов признаны неоднозначными или не соответствуют морфологии, что говорит о наличии интрогрессии генов или глубокой коалесценции и/или необходимости таксономического пересмотра. 
Семейство Sclerosomatidae вместе с семействами Neopilionidae, Phalangiidae, Protolophidae и Stygophalangiidae занимает неопределённое точно место на филогенетическом дереве надсемейства Phalangioidea из подотряда Eupnoi. 
- Gagrellinae Thorell, 1889

- 117 родов

- Gyantinae Šilhavý, 1946

- Gyas Simon, 1879 (1 вид; Альпы)
- Gyoides Martens, 1982 (6; Непал)
- Rongsharia Roewer, 1957 (3; Непал)

- Globipedidae Kury & Cokendolpher, 2020

- Dalquestia Cokendolpher, 1984 (5 видов; Мексика и США)
- Diguetinus Roewer, 1912 (1; Мексика)
- Eurybunus Banks, 1893 (4; запад США)
- Globipes Banks, 1893 (4; Северная Америка)
- Lanthanopilio Cokendolpher & Cokendolpher, 1984 (1; Коста-Рика)
- Metopilio Roewer, 1911 (19 видов; Мексика и Центральная Америка)

- Leiobuninae Banks, 1893

- более 15 родов

- Sclerosomatinae  Simon, 1879

- Astrobunus Thorell, 1876 (12 видов; Европа)
- Granulosoma Martens, 1973 (1)
- Homalenotus C.L.Koch, 1839 (13; Южная Европа и Северная Африка)
- Mastobunus Simon, 1879 (2; Южная Европа и Северная Африка)
- Metasclerosoma Roewer, 1912 (5; Италия)
- Protolophus Banks, 1893
- Pseudastrobunus Martens, 1973 (1)
- Pseudohomalenotus Caporiacco, 1935 (1; Karakoram)
- Pygobunus Roewer, 1957 (2; Япония)
- Umbopilio Roewer, 1956 (1 вид)